# إبراهيم علي صادق
إبراهيم علي صادق، هو شاعر يمني، ولد عام 1931 في مدينة الحديدة، وتوفي عام 1989. تلقى تعليمه الابتدائي في مدينة الحديدة، ثم ابتعث إلى لبنان عام 1947. ثم إلى القاهرة، وعاد إلى اليمن عام 1957. عمل في البداية مدرساً، ثم مديراً لمدارس الحديدة، فمديراً عاماً للتربية والتعليم في الحديدة. ويعد من رواد الشعر الحديث في اليمن. لإبراهيم ديوان شعر مطبوع بعنوان (عودة بلقيس)، ومن أشهر أشعاره القصيدة المغناة (أنا يمني) التي كانت نشيداً من الأناشيد الحماسية في الثورة اليمنية . و التي قام بأدائها الفنان إبراهيم طاهر 